# Miss Terra 2017
Miss Terra 2017 ou Miss Earth 2017 foi a 17.ª edição do concurso Miss Terra, realizada em 4 de novembro de 2017 no Mall of Asia Arena, em Pasay, nos Filipinas. Candidatas de 85 países e territórios competiram pelo título. No final do evento, a Miss Terra 2016, Katherine Espín, da Equador, coroou a filipina Karen Ibasco como sua sucessora.
A noite final foi transmitida ao vivo pela FOX Life, com transmissão simultânea em espanhol para a Globovisión na Venezuela e países latinos. O programa foi apresentado pela primeira vez por James Deakin, com os comentários de Sandra Seifert (Miss Terra - Ar 2009). 
Os artistas da noite final são o cantor e compositor barbadense Shontelle e o violinista Iskandar Widjaja.
A vitória de Ibasco significa a quarta coroa das Filipinas no concurso. A última vez foi uma vitória back-to-back em 2014 e 2015.

## Resultados

### Vencedoras
| Colocação               | Candidata | País/Território                                                                                  |
| ----------------------- | --- | ------------------------------------------------------------------------------------------------ |
| Miss Terra 2017         | Karen Ibasco | Filipinas                                                                                        |
| Miss Terra - Água 2017  | Juliana Franco | Colômbia                                                                                         |
| Miss Terra - Fogo 2017  | Lada Akimova | Rússia                                                                                           |
| Miss Terra - Ar 2017    | Nina Robertson | Austrália                                                                                        |
| (Top 8) Finalistas      | Faith Landman Iva Uchytilová Paweensuda Drouin Ninoska Vásquez                                                                      | Países Baixos · Chéquia · Tailândia · Venezuela                                                  |
| (Top 16) Semifinalistas | Ermelinda De Matos Jelena Karagić Angèle Kossinda Andreia Gibau María José Castañeda Sarah Laura Peyrel Diamond Langi Lê Thị Hà Thu | Angola · Bósnia e Herzegovina · Camarões · Estados Unidos · Guatemala · Suíça · Tonga · Vietname |

### Rodadas Preliminares

#### Beleza da Figura e Forma
A primeira rodada preliminar realizada é determinar o candidata em termos de figura bem formada. Os candidatas usavam véus para enfatizar o julgamento com base apenas em quem tinha uma figura de corpo de destaque.
| Resultados | Candidata | País/Território |
| ---------- | --- | --- |
| Top 16     | Nina Robertson Jelena Karagić Yasmin Engelke Jacqueline Marsh Andreia Gibau Karen Ibasco Sophie Bettridge Faith Landman Erika Parker Karla Victoria Aponte Dominika Szymańska Lada Akimova Sarah Laura Peyrel Paweensuda Drouin Ninoska Vásquez Le Thi Ha Thu | Austrália · Bósnia e Herzegovina · Brasil · Canadá · Estados Unidos · Filipinas · Gales · Países Baixos · Panamá · Porto Rico · Polónia · Rússia · Suíça · Tailândia · Venezuela · Vietname |

#### Beleza do Rosto e Postura
No julgamento preliminar de beleza da rostro e postura os candidatas foram apresentados vestindo menos ou totalmente sem maquiagem. O objetivo do processo de julgamento é avaliar os candidatas com sua beleza natural.
| Resultados | Candidata | País/Território |
| ---------- | --- | --- |
| Top 16     | Nina Robertson Giancarla Fernández Jelena Karagić Juliana Franco Fernanda Rodríguez Lessie Giler Valeria Cardona Elian Qupty Faith Landman Lada Akimova Marija Nikić Sarah Laura Peyrel Paweensuda Drouin Diamond Langi Diana Mironenko Ninoska Vásquez | Austrália · Bolívia · Bósnia e Herzegovina · Colômbia · Costa Rica · Equador · Honduras · Israel · Países Baixos · Rússia · Sérvia · Suíça · Tailândia · Tonga · Ucrânia · Venezuela |

#### Inteligência e Conscientização Ambiental
O julgamento preliminar de inteligência avalia a consciência ambiental dos candidatas por meio de séries de perguntas e troca de idéias com os juízes.
| Resultados | Candidata | País/Território |
| ---------- | --- | --- |
| Top 16     | Nina Robertson Iris Salguero Juliana Franco Fernanda Rodríguez Sabrina Jovanović Andreia Gibau Karen Ibasco María José Castañeda Shaan Suhas Kumar Michelle Alriani Charlotte Brooke Faith Landman Iva Uchytilová Sarah Laura Peyrel Paweensuda Drouin Diamond Langi | Austrália · Belize · Colômbia · Costa Rica · Dinamarca · Estados Unidos · Filipinas · Guatemala · Índia · Indonésia · Inglaterra · Países Baixos · Chéquia · Suíça · Tailândia · Tonga |

### Juízes
O distinto painel de juízes durante o concurso final e a transmissão ao vivo são (durante a sequência do anúncio):
- Cory Tran – designer de moda internacional com sede em Nova York e no Vietnã;
- Carlos Cesar Mercado – CEO da Quantuvis Resources Corp. e vice-presidente executivo da Joy~Nostalg Group;
- Vyacheslav Shakel – presidente e CEO da e-Chat International;
- Shontelle – nomeada para o Grammy, compositora e cantora internacional de R&B;
- Lorraine E. Schuck – vice-presidente executivo da Carousel Productions Inc.;
- Sudesh Puthran – diretor administrativo da Mindshare Philippines;
- Michele Roget – CEO da Earthly Guardians;
- Teresita Herbosa – presidente da Comissão de Valores Mobiliários das Filipinas;
- Salvador Medialdea – secretário executivo da República das Filipinas;
- Peachy Veneracion – diretor de projetos da Carousel Productions Inc.;
- Ramon Monzon – presidente da Carousel Productions Inc. e CEO da Philippine Stock Exchange.

## Candidatas

### Lista
85 candidatas competiram pelo título:
| - Angola – Ermelinda De Matos - Argentina – Fiorela Hengemühler - Austrália – Nina Robertson - Áustria – Bianca Kronsteiner - Bahamas – Brittania Alexa Mitchell - Bélgica – Lauralyn Vermeersch - Belize – Iris Salguero - Bielorrússia – Polly Cannabis - Bolívia – Giancarla Fernández - Bósnia e Herzegovina – Jelena Karagić - Brasil – Yasmin Engelke - Camarões – Angèle Kossinda - Camboja – Em Kunthong - Canadá – Jacqueline Marsh - Chile – Sofía Manzur - China – Zhan Mei - Chipre – Artemis Charalambous - Colômbia – Juliana Franco Ramos - Coreia do Sul – Hannah Lee - Costa Rica – Fernanda Rodríguez - Crimeia – Elena Trifonova - Croácia – Bonita Kristić - Dinamarca – Sabrina Jovanović - Equador – Lessie Giler Sánchez - Eslovênia – Sara Gavranič - Espanha – Ainara De Santamaría - Estados Unidos – Andreia Gibau - Etiópia – Mekdalawit Mequanent - Filipinas – Karen Ibasco - França – Melissa Strugen - Gales – Sophie Bettridge - Gana – Maud Fadi - Guadalupe – Morganne Nestar - Guatemala – María José Castañeda - Honduras – Valeria Cardona - Hungria – Viktória Viczián - Ilha da Reunião – Emma Lauret - Ilhas Cook – Mona Taio - Ilhas Virgens Americanas – Kaylee Carlberg - Índia – Shaan Suhas Kumar - Indonésia – Michelle Alriani - Inglaterra – Charlotte Sophie Brooke - Irlanda do Norte – Maire Lynch - Israel – Elian Qupty - Itália – Fabiana Enrica Barra - Japão – Yasuyo Saito - Líbano – Elsa Antoun - Malásia – Cherish Ng - Malta – Christie Refalo - Ilhas Maurícias – Yanishta Gopaul - México – Ana Karen Bustos - Myanmar – Tin Sandar Myo - Moldávia – Veronica Buzovoi - Mongólia – Tugs-Amgalan Batjargal - Nepal – Rojina Shrestha - Nigéria – Eucharia Akani - Nova Zelândia – Abby Sturgin - Países Baixos – Faith Landman - Panamá – Erika Enith Parker - Paquistão – Ramina Ashfaque - Paraguai – Valeria Ivasiuten - Peru – Karen Isabel Rojas Chávez - Polónia – Dominika Szymańska - Porto Rico – Karla Victoria Aponte - Portugal – Glória Silva - Chéquia – Iva Uchytilová - República Dominicana – Ingrid Franco - Ruanda – Uwase Hirwa Honorine - Rússia – Lada Akimova - Samoa – Olivia Howman - Serra Leoa – Ismatu Daramy - Sérvia – Marija Nikić - Singapura – Elizabeth Camilia Lee - Sri Lanka – Shyama Dahanayaka - Suécia – Camilla Fogestedt - Suíça – Sarah Laura Peyrel - Tailândia – Fahsai Paweensuda Drouin - Taipei Chinês – Amelie Zhao - Tonga – Diamond Langi - Uganda – Josephine Mutesi - Ucrânia – Diana Mironenko - Venezuela – Yorbriele Ninoska Vásquez Álvarez - Vietname – Lê Thị Hà Thu - Zâmbia – Abigail Chama |